# 冒险大厦
冒险大厦，是阿联酋迪拜的一座摩天大楼，高328公尺、68層樓，於2019年動工、预计于2025年完工，建成后为迪拜前30高摩天大楼。